# Ida Lupino
Ida Lupino (Londres, 4 de fevereiro de 1918 — Los Angeles, 3 de agosto de 1995) foi uma atriz, produtora, roteirista e diretora inglesa radicada nos Estados Unidos. Foi uma diretora de cinema e produtora pioneira na década de 1950, tendo uma produtora independente, onde Ida co-produziu e co-escreveu diversos filmes. Foi a primeira mulher a dirigir um filme noir, The Hitch-Hiker, em 1953. Estrelou no episódio The Sixteen Millimeter Shrine da série The Twilight Zone  (1959).
Em 48 anos de carreira, fez mais de 59 participações em filmes, tendo dirigido 8 longas, a maioria nos Estados Unidos, onde se tornou cidadã em 1948. Dirigiu, escreveu e atuou em vários filmes para a televisão, além de mais de 100 episódios em produções televisivas, com temas que iam de westerns, comédias, mistérios, gangsters a contos sobrenaturais. Foi a única mulher a dirigir episódios da série de 1959 The Twilight Zone, bem como a única diretora a estrelar no programa.

## Vida pessoal
Ida nasceu em Herne Hill, no sul de Londres. Era filha da atriz Connie O'Shea (também conhecida como Connie Emerald) e do músico Stanley Lupino, membro do grupo teatral Lupino Family, cujo membro foi o popular dançarino Lupino Lane. Seu pai era bastante conhecido no cenário musical do Reino Unido, com uma longa ascendência de comediantes pela Europa, tendo encorajado a filha a atuar desde criança.
Inicialmente, ela queria ser escritora, mas para agradar ao pai, ela ingressou na Royal Academy of Dramatic Art, aos 13 anos, tendo estrelado diversos filmes no papel da "garota má", muitas vezes prostitutas.

## Carreira

### Atriz
Sua primeira aparição num filme foi em The Love Race (1931) e no ano seguinte, aos 14 anos, trabalhou com o diretor Allan Dwan em Her First Affaire, papel para o qual sua mãe também fez teste. Protagonizou cinco filmes britânicos em 1933 pelos estúdios Teddington, da Warner Bros., como The Ghost Camera com John Mills e I Lived with You com Ivor Novello.
Dublou o inglês de Jean Harlow e assim foi descoberta pela Paramount Pictures. Fez o teste para Alice no País das Maravilhas, de 1933. Quando desembarcou em Hollywood, assinou um contrato com a Paramount por cinco anos, mesmo sem ter papéis em vista.
Ida estrelou uma dúzia de filmes na década de 1930. Foi depois do filme The Light That Failed (1939), que Ida começou a pensar seriamente em papéis mais dramáticos. Na década seguinte, seus papéis melhoraram, muitas vezes pegando as personagens que Bette Davis recusava.

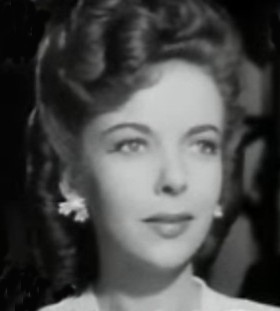
Ida Lupino no filme The Hard Way (1943).

Mark Hellinger, produtor associado da Warner Bros., se impressionou com a performance de Ida em The Light That Failed, e a contratou para ser a femme fatale em They Drive by Night (1940), de Raoul Walsh, contracenando com George Raft, Ann Sheridan and Humphrey Bogart. Aclamado pela crítica e pelo público, Ida foi a estrela do longa. Sua única comédia foi em Pillow to Post (1945). Ida costumava bater de frente com o diretor do estúdio por considerar que certos papéis não eram dignos ao seu nível artístico e alguns scripts para televisão eram inaceitáveis para seu gosto. Como consequência, ela passou boa parte de seu contrato na Warner suspensa. Em 1942, ela rejeitou o papel para estrelar junto de Ronald Reagan, em Kings Row e foi suspensa novamente. Depois do longa Deep Valley (1947) ser rodado, nem os estúdios Warner Bros., nem Ida, quiseram renovar contrato e ela saiu do estúdio em 1947.
Ida foi contratada pelos estúdios da Columbia Pictures, em 1948, onde estrelou no mesmo ano A Taverna do Caminho, com várias cenas musicais. Estrelou On Dangerous Ground em 1951, assumindo a direção várias vezes devido à doença do diretor Nicholas Ray.

### Diretora, produtora e escritora
Enquanto estava suspensa, Ida teve bastante tempo para observar os processos de filmagem e edição, ficando interessada também na direção de filmes. Ida teria comentado que ficava entediada, sem ter o que fazer no estúdio, enquanto tanta gente fazia coisas interessantes por lá. Assim, Ida e seu marido, Collier Young, abriram uma empresa independente, The Filmakers, para produzir, dirigir e roteirizar filmes de baixo orçamento. A primeira chance de dirigir veio de maneira inesperada em 1949, quando o diretor Elmer Clifton sofreu um infarto e não pode terminar o longa Not Wanted, no qual Ida co-produziu e co-escreveu. Ida finalizou o filme, mas não recebeu nenhum crédito por ele, em respeito a Clifton. O filme recebeu grande visibilidade pelo tema controverso sobre gravidez fora do casamento e Ida chegou a ser convidada pela primeira-dama, Eleanor Roosevelt, a discutir o tema em um programa de rádio.

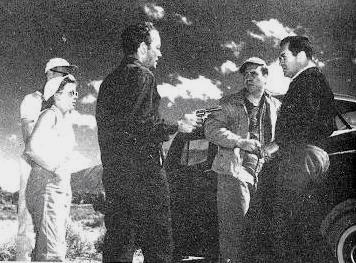
Ida à esquerda, dirigindo o filme The Hitch-Hiker, 1953

Never Fear (1949) foi seu primeiro filme devidamente creditado como diretora. Depois de produzir outros quatro filmes com temas sociais pertinentes, incluindo o polêmico O Mundo É o Culpado (1950), que tratava de estupro, Ida dirigiu seu primeiro filme com um elenco completamente masculino, O Mundo Odeia-Me (1953), tornando-a a primeira mulher a dirigir um filme noir. Sua empresa, The Filmakers, viria a produzir outros 12 filmes, seis deles tendo Ida na direção o co-direção, cinco deles sendo a autora ou co-autora, atuando em três e co-produzindo mais um.
Ida agia com afinco, chamando-se várias vezes de "trator", para poder manter sua produtora, mas admitia ter um tom maternal no set. Apesar de dirigir ser sua paixão, ela precisava se manter na frente das câmeras, não apenas atrás, para poder levantar os fundos necessários para manter seus próprios filmes. Ida reutilizava sets e cenários descartados de outras produções e até mesmo pediu para amigos para atuar em seus filmes. Filmava em locais públicos para evitar os custos de aluguel e planejava uma cena várias vezes para evitar novas filmagens, o que sairia mais caro. The Filmakers fechou em 1955 e seu último filme na empresa, como diretora, foi em 1965, na comédia Anjos Rebeldes, estrelando Hayley Mills.

### Televisão
Ida continuou atuando até os anos 1970. Seus trabalhos de direção foram quase que exclusivamente para a televisão, em produções como Alfred Hitchcock Presents, The Twilight Zone, The Donna Reed Show, Batman, Gilligan's Island, A Feiticeira e The Untouchables,
Ida esteve em 19 episódios de Four Star Playhouse de 1952 a 1956. Foi a única mulher a dirigir e a estrelar um episódio de The Twilight Zone. Sua última aparição na televisão foi em 1978 e ela se aposentou do mundo do entretenimento em seguida, aos 60 anos.

## Morte
Ida Lupino faleceu devido a um acidente vascular cerebral, sofrido enquanto se tratava de câncer de cólon, em 3 de agosto de 1995, aos 77 anos, em Los Angeles. Seu corpo foi cremado. Uma biografia póstuma, chamada Ida Lupino: Beyond the Camera, foi publicada por Mary Ann Anderson.